# Melipotis indistincta
Melipotis indistincta är en fjärilsart som beskrevs av Butler 1878. Melipotis indistincta ingår i släktet Melipotis och familjen nattflyn. Inga underarter finns listade i Catalogue of Life.